# 스람과일박쥐
스람날여우박쥐(Pteropus ocularis)는 큰박쥐과에 속하는 박쥐의 일종이다. 스람의 마누셀라 국립공원을 포함하여 인도네시아의 2개 섬, 부루섬와 스람섬의 산악 지역 숲의 토착종이다. 한때는 암본섬 근처에서도 서식했지만, 이제는 더 이상 발견되지 않는다. 서식지 범위는 20,000km2이하이고 벌목때문에 감소하고 있다. 이와 같은 이유와 현지 주민들의 사냥때문에, 1996년 이래 국제 자연 보전 연맹(IUCN)이 스람날여우박쥐를 "취약종"으로 지정하고 있다.